# Đakovački susreti hrvatskih književnih kritičara
Đakovački susreti hrvatskih književnih kritičara osmišljeni su kao popratna manifestacija Đakovačkih vezova u proljeće 1998 S ciljem da se omogući stalno pregledno praćenje hrvatskog književnog stvaralaštva i proizvodnje, pjesničke, dramske i kritičke, da se njezin značenjski sustav svake godine kritički predoči i vrednuje, da se sustavno pridonosi ugledu i značenju hrvatske književnosti, književne kritike i kritičara koji ustrajno djeluju i posreduju između pisaca i čitatelja u periodici i medijima, da književne vrijednosti izađu na vidjelo, kao i da se potiče, prosuđuje i unaprijeđuje razvoj i smjerovi književne kritike u Republici Hrvatskoj, utemeljuje se godišnja književno kritička manifestacija Đakovački susreti hrvatskih književnih kritičara", stoji u Članku 1. Pravila Đakovačkih susreta hrvatskih književnih kritičara.Organizatori manifestacije od prvog izdanja do danas su Matica hrvatska Ogranak Đakovo i DHK Ogranak slavonsko-baranjsko-srijemski. Kao stalni pokrovitelji navedeni su Društvo hrvatskih književnika Zagreb, Gradsko poglavarstvo Grada Đakova, Matica hrvatska Zagreb i Smotra folklora Đakovački vezovi. U Organizacijskom odboru I. Susreta bili su Marinko Zirdum (MH Đakovo), Stanislav Marijanović (DHK Osijek), Ante Stamać (DHK Zagreb), Nikola Bićanić (MH Đakovo), Vlaho Bogišić (MH Zagreb), Josip Cvenić (MH Osijek), Anto Gardaš (DHK Osijek), Mirko Ćurić (Gradsko poglavarstvo), Mirko Kladarić (MH Đakovo), Željko Mandić (Gradska knjižnica i čitaonica Đakovo), Hrvoje Miletić (MH Đakovo), Anđelko Novaković (DHK Zagreb), Božidar Petrač (DHK Zagreb), Stjepan Tomaš (DHK Osijek) i Miro Šola (MH Đakovo).  
U radu Prvih susreta sudjelovali su mr. Vlaho Bogišić, Branimir Donat, Igor Mandić, dr. Stanislav Marijanović, dr. Hrvojka Salopek Mihanović, Hrvoje Miletić, dr. Goran Rem, mr. Božidar Petrač, akademik Ante Stamać, mr. Velimir Visković i dr. Dubravka Težak. Voditelj Susreta bio je dr. Stanislav Marijanović. Prvi đakovački susreti hrvatskih književnih kritičara održani su 29. i 30 lipnja 1998. u upravnoj zgradi Đakovštine d.d., danas napuštenoj zgradi, poznatoj kao Mimoza.

Sudionici Đakovačkih susreta hrvatskih književnih kritičara
1998.  
mr. Vlaho Bogišić, Branimir Donat, Igor Mandić, dr. Stanislav Marijanović, dr. Hrvojka Salopek Mihanović, Hrvoje Miletić, dr. Goran Rem, mr. Božidar Petrač, akademik Ante Stamać, mr. Velimir Visković i dr. Dubravka Težak, dr. Stanislav Marijanović.
1999. 
Sead Begović, Tea Benčić, mr. Vlaho Bogišić, dr. Ivan Jurin Bošković, Mirko Ćurić, Branimir Donat, dr. Srećko Lipovčan, akademik Tonko Maroević, dr. Hrvojka Mihanović Salopek, Igor Mandić, dr. Stanislav Marijanović, mr. Božidar Petrač, dr. Helena Peričić, dr. Goran Rem, dr. Helena Sablić Tomić, akademik Ante Stamać, Miro Šola i mr. Velimir Visković. 
2000. 
Dubravka Brunčić, Branimir Donat, Mirko Ćurić, mr. Velimir Visković, dr. Stanislav Marijanović, akademik Tonko Maroević, Hrvoje Miletić, dr. Helena-Sablić-Tomić, dr. Goran Rem, Igor Gajin, dr. Helena Peričić, Miro Šola i dr. Kristina Peternai. 
2001. 
Dr. Ivan Jurin Bošković, Branimir Donat, Mirko Ćurić,  dr. Stanislav Marijanović, akademik Tonko Maroević, dr. Helena-Sablić-Tomić, dr. Goran Rem, Igor Gajin, Igor Mandić, dr. Hrvojka Mihanović Salopek,  dr. Helena Peričić, dr. Kristina Peternai, akademik Ante Stamać, Miro Šola i Zdravko Zima.
2002. 
U radu 5. Susreta sudjelovali su: Ante Stamać, dr. Stanislav Marijanović, Mirko Ćurić, Jadranka Vuković, dr. Hrvojka Mihanović Salopek, dr. Helena Peričić, dr. Ivan Trojan, Delimir Rešicki, Lana Derkač, Vlasta Ramljak,  Miro Šola.
2003.
dr. Ivan Jurin Bošković, Zlatko Crnković, Robert Francem, dr. Ana Lederer, dr. Stanislav Marijanović, dr. Julijana Matanović, dr. Helena Sablić Tomić i Milovan Tatarin, Miro Šola, Mirko Ćurić, Nives, Tomašević, Josip Cvenić, Đorđe Bosanac i Vlasta Ramljak.
2004.
Zlatko Crnković, dr. Julijana Matanović, Anja Šovagović Despot, Milovan Tatarin, Zoran Maljković, dr. Dubravka Zima, dr. Suzana Coha, Ana Kažija, Dubravka Bogutovac i Alida Bremer, dr. Stanislav Marijanović, Mirko Ćurić, dr. Helena Sablić Tomić, i Miro Šola.
2005.
Stjepan Čuić, dr. Zvonko Maković, mr. Vlaho Bogišić, Branko Čegec, dr. Julijana Matanović, dr. Goran Rem, dr. Krešimir Bagić, Delimir Rešicki, Damir Miloš, Miroslav Mićanović, Robert Francem, Vlasta Markasović
2006.
Dr. Ivan Trojan, Renato Baretić, Igor Gajin, Dario Grgić, Kruno Lokotar, Gordan Nuhanović, dr. Helena Sablić Tomić, Žarko Milenić, dr. Goran Rem, dr. Sanja Jukić, Lacko Vidulić, Emir Imamović Pirke, Mirko Ćurić, Josip Cvenić, i Franjo Džakula
2007.
Stjepan Čuić, mr. Božidar Petrač, dr. Ivan Jurin Bošković,  Branimir Donat, dr. Srećko Lipovčan, dr. Helena Sablić Tomić, dr. Goran Rem, Zlatko Krilić, Đuro Vidmarović, dr. Ivan Trojan, Mirko Ćurić, dr. Tatjana Ileš, dr. Boris Domagoj Biletić i Marinko Zirdum
2008.
dr. Boris Domagoj Biletić, Adam Rajzl, dr. Goran Rem, dr. Helena Sablić Tomić, dr. Vinko Brešić, Mirko Ćurić, Mirta Bijuković, dr. Tatjana Ileš, Josip Cvenić, Davor Šalat, Sanja Jukić, Vladimir Rem, dr. Marica Petrović, Dragoljub Vasić, Vesna Vujić, Žarko Milenić, Zoltan Agaston, dr. Zoltan Medve, Adam Rajzl.  
2009. 
Marinko Zirdum, Mirko Ćurić, Vladimir Rem, Josip Cvenić, Božica Zoko, dr. Goran Rem, dr. Sanja Jukić, dr. Zoltan Medve, Zoltan Virag, Peter Müller, dr. Kristina Peternai, dr.  Helena Sablić Tomić, dr.Stjepan Blažetin, Tomislav Žigmanov, Katarina Aščić, mr. Božidar Petrač, dr. Vlasta Markasović, akademik Dubravko Jelčić, dr. Vinko Brešić, dr. Hrvojka Salopek Mihanović, dr. Boris Domagoj Biletić, dr. Ivan Trojan i Robert Francem. 
2010.
Dr. Stjepan Blažetin i dr. Ernest Barić, Tomislav Žigmanov, Vladimir Rem, dr. Goran Rem, dr. Helena Sablić Tomić, dr. Ivan Trojan, dr. Tanja Ileš, Jelena Vodopija, Josip Cvenić, dr. Ružica Pšihistal i dr. Vlasta Markasović, Zvonimir Stjepanović, Branimir Šutalo, dr. Vinko Brešić, dr. Perina Meić, Mirko Ćurić, Robert Francem, Franjo Džakula, Vlado Filić, Katarina Aščić, Božica Zoko .
2011.
Robert Francem, Tomislav Žigmanov, Ljerka Car Matutinović,  dr.Hrvojka Mihanović Salopek, dr. Ivan Trojan, dr. Helena Sablić Tomić, Darija Žilić, dr. Stanislav Marijanović, Darko Pero Pernjak, Dario Grgić, akademik Josip Užarević, dr. Vlasta Markasović, Dunja Vanić, Mirko Ćurić, dr. Ružica Pšihistal,  dr. Goran Rem, Livija Reškovac. 
2012. 
Bože Čović, dr.  Krešimir Bagić, Marina Mađarević, Tea Sesar, Biljana-Valentina Šklebek,  Josipa Zečević, dr. Tanja Ileš, dr. Helena Sablić Tomić, dr. Martina Petranović, dr. Lucija Ljubić. Tomislav Žigmanov, dr. Ivan Trojan, Robert Francem, Mirko Ćurić, Ljerka Car Matutinović, Darija Žilić, dr. Goran Rem.
2013.
Vlado Filić, dr. Krešimir Bagić, Josip Cvenić, Mirko Ćurić, Franjo Džakula, Tomislav Žigmanov, Adam Rajzl, dr. Vlasta Markasović, dr. Goran Rem, Zvonimir Stjepanović, Ljerka Car Matutinović, Darija Žilić, Giacomo Scotti, Anastazija Komljenović, dr. Zoltan Medve, Branko Čegec, Tomislav Žigmanov, Robert Francem, Vlatka Stojanović, Sonja Smojver, Sanja Heraković, Žaklina Viljevac, Mia Jurić, Tijana Gvozdenović, Marija Radman, Maja Kelava, Santina Kresinger, Tomislava Kesegić, Vanesa Šimić, Natalija Mujan, Ana Brekalo, Ivana Mirošničenko, Izabela Bagarić, Doroteja Eškutić, Maja Markač, Antonia Rašić, Kristina Krušelj, Ivana Buljubašić, Ranka Kojčinović, Mateja Horvat, Nikolina Rebrina.
2014.
Tomislav Žigmanov,dr. Stanislav Marijanović, Ljerka Car Matutinović, Zorka Jekić,  mr. Božidar Petrač, Franjo Džakula, Josip Cvenić, Tomislav Žigmanov, Josip Palada, Mirko Ćurić, Zlatko Mesić, dr. Vinko Brešić, Josip Palada, dr. Sanja Jukić, Tomislav Žigmanov, dr. Ivan Trojan, dr. Stjepan Blažetin, dr. Goran Rem, Ivana Buljubašić.
2015.
Dr. Goran Rem, Katarina Petanjak i Katarina Jurilj, Tomislav Žigmanov, Mirko Ćurić, Marijana Josipović, Barbara Majdenić, Bruno Dronjić, Jelena Branković, Katarina Dominković, Mateja Lončar, Anita Pavlović, Ivana Buljubašić, Katarina Jurilj i Katarina Petanjak, Sunčana Matić,  Livija Reškovac, Darija Žilić, Ljerka Car Matutinović, Anastazija Komljenović, Tvrtko Klarić, Ebtehaj Navaey, Josip Palada, Fabijan Lovrić, Miroslav Slavko Mađer, dr. Hrvojka Mihanović Salopek. 
2016.
Vlado Filić, dr. Božidar Petrač, Luka Šeput, Josip Brkić, Ivan Pažanin, Fabijan Lovrić, dr. Danka Radić, Josip Palada, Igor Žic, Darko Pero Pernjak, Livija Reškovac i Franjo Nagulov, Goran Rem, Ružica Pšihistal, Vera Erl, Sanja Jukić, Ivan Trojan i Anita Tufekčić.
Uz susrete dodjeljuju se i priznanja: Povelja uspješnosti Julija Benašića i Nagradu Julije Benešića:
Nagrada Julija Benešića 
1998. 
Ivan Jurin Bošković 
1999. 
Tonko Maroević 
2000. 
Branimir Donat 
2001.
Zdravko Zima 
2002. 
Mirko Tomasović 
2003.
Krešimir Bagić 
Julijana Matanović 
2004.
Milovan Tatarin 
2005.
Helena Sablić Tomić 
Stanislav Marijanović  
2006.
Srećko Lipovčan 
2007.
Božidar Petrač 
2008.
Boris Domagoj Biletić 
2009.
Vinko Brešić 
```
2010.
```

Goran Rem 
```
2011.
```

Darija Žilić za knjigu 
2012.
Branko Čegec 
2013.
Ljerka Car Matutinović
2014.
Mario Kolar 
2015. 
Davor Šalat
2016.
Ivica matićević

Povelja uspješnosti Julija Benešića 
1999.
Delimir Rešicki 
2000.
Igor Gajin 
2001.
Vladimir Rem 
2002.
Mirko Ćurić 
2003.
Sanja Jukić 
2004.
Miroslav Slavko Mađer 
2005.
Dario Grgić 
2006.
Gordan Nuhanović 
2007.
Vlasta Marakasović 
2008.
Božica Zoko 
2009.
Ivan Trojan 
2010.
Dunja Vanić i Zvonimir Stjepanović
2011.
Kristina Andrić Peternai 
2012.
Darko Jerković
2013.
Hikos Mashup, studijski lirski kolektiv
2014. 
Davor Ivankovac
2015.
Franjo Nagulov
2016.
Ivana Buljubašić